# Perec Naftali
Perec Naftali (hebr.: פרץ נפתלי, ang.: Peretz Naftali, ur. 19 marca 1888 w Berlinie, zm. 30 kwietnia 1961) – izraelski polityk, w latach 1951–1952, 1955–1959 minister bez teki, w latach 1952–1955 minister rolnictwa, w 1955 minister przemysłu i handlu, w 1959 minister opieki społecznej, w latach 1949–1959 poseł do Knesetu z listy Mapai.
W wyborach parlamentarnych w 1949 po raz pierwszy dostał się do izraelskiego parlamentu. Zasiadał w Knesetach I, II i III kadencji.